# Phil O'Donnell
Phillip O'Donnell (Bellshill, Escocia; 25 de marzo de 1972-Motherwell, Escocia; 29 de diciembre de 2007) fue un futbolista escocés. Su muerte se produjo durante un partido contra el Dundee United. Jugó de volante y su último equipo fue el Motherwell FC de la Premier League Escocesa.

## Selección nacional
Fue internacional con la selección de fútbol de Escocia, donde jugó un partido internacional.

## Clubes
| Club                | País       | Año       |
| ------------------- | ---------- | --------- |
| Motherwell FC       | Escocia    | 1990-1994 |
| Celtic FC           | Escocia    | 1994-1999 |
| Sheffield Wednesday | Inglaterra | 1999-2003 |
| Motherwell FC       | Escocia    | 2004-2007 |